# Messia-sur-Sorne
Messia-sur-Sorne là một xã của tỉnh Jura, thuộc vùng Bourgogne-Franche-Comté, miền đông nước Pháp.